# Bajo el arcoíris
«Bajo el arcoíris» es una canción de la cantautora mexicana Fey, escogida como sencillo para su álbum Tierna la noche. Fue lanzada en 1997.

## Antecedentes y promoción
Después de 4 sencillos exitosos, Fey lanza a finales de julio de 1997, su quinto sencillo «Bajo el arcoíris», qué ingresa a los tops mexicanos en la posición 1, pero no ingresa al Billboard, pero el sencillo gana en 1997 el premio Eres al Mejor tema bailable, también se lanza en un álbum recopilatorio de los premios Eres.